# カルティエデスペクタクル

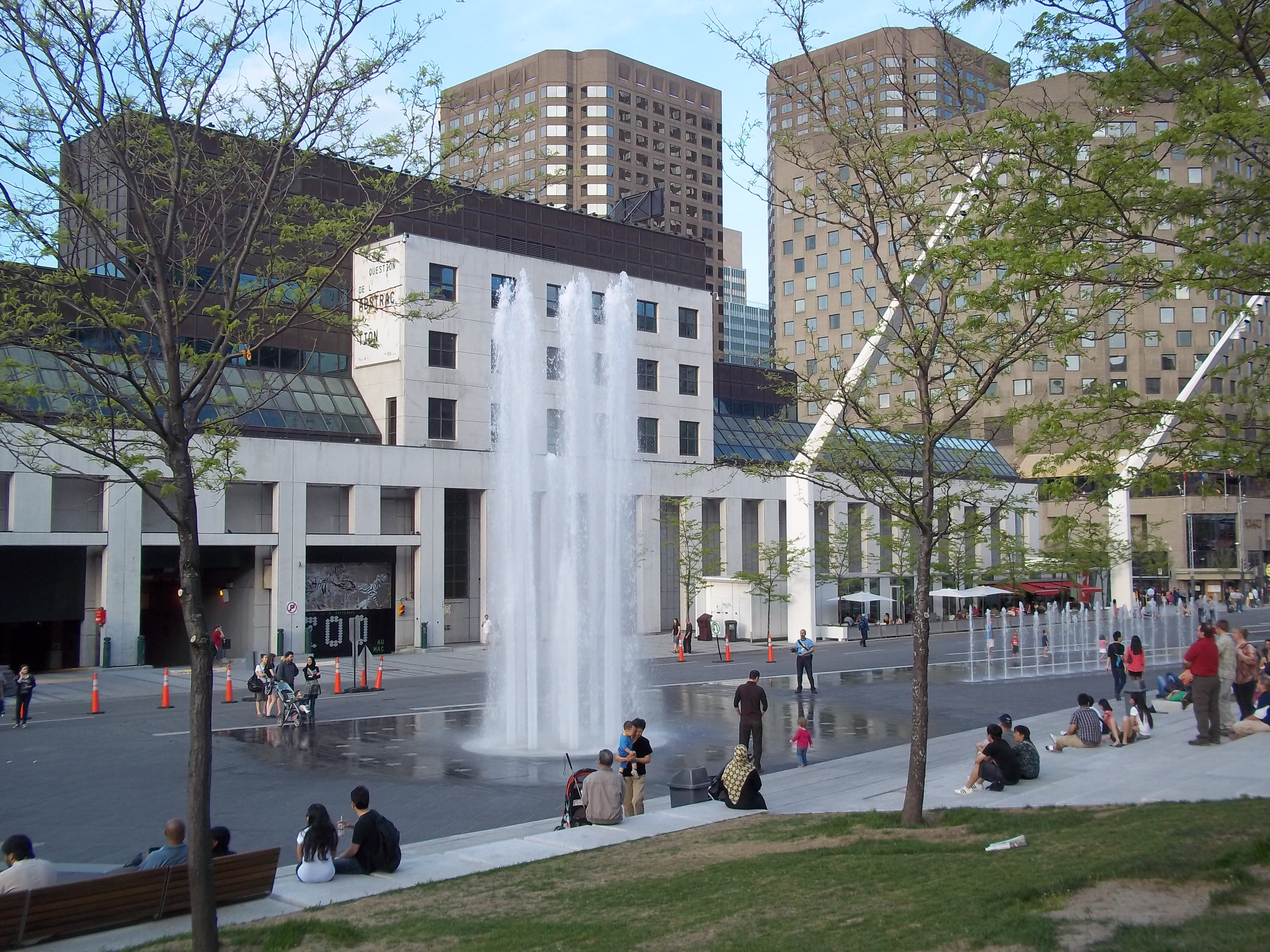
カルティエデスペクタクル

カルティエデスペクタクル (Quartier des spectacles) は、カナダのモントリオールにある文化と芸術の一大拠点である。